# 金星地質

金星全球表面雷达图

金星表面有許多讓人驚訝的地质特徵，在太阳系所有行星中，它最接近地球，并且质量也最相近，但它没有磁场和可识别的板块构造系统，大部分地表为裸露的火山基岩，部分地区覆盖着薄薄、零星的土壤层，与地球、月球和火星形成鲜明对比。金星上也分布有一些撞击坑，与地球相似，陨坑的数量远少于大部分其它的岩石行星。
这部分原因是由于金星稠密的大气层使小型撞击物在撞击地面前就被烧毁，而大型撞击坑的稀少则可能缘于大规模火山活动重塑了金星地表。火山作用似乎是金星地质变化的主要成因。有些火山地貌似乎是该星球上独有的，但这里也有与地球上类似的盾状和复式火山。鉴于金星的大小、密度和组成成分与地球大致相同，因此，最近的研究表明，金星上可能仍存在火山活动。
金星大部分表面相对平坦，主要分为三种地形单元：低地、高地和平原。在早期雷达观测中，曾把高地比作地球上的大陆，现代研究表明，这种类比过于简单，板块构造的缺乏使这种比较具有误导性。金星表面只呈现出有限的构造特征，包括由褶皱和断层组成的线性“变形带”，可能是地幔对流造成的。而如镶嵌地块（大面积高度变形的地形，在二维或三维中折叠和断裂）和蛛网膜地形（类似蜘蛛网的特征）等许多构造特征都与火山作用有关。
风蚀地貌在金星表面并不普遍，但有相当多的证据表明金星大气导致了岩石的化学风化，特别是在高海拔地区。这颗行星非常干燥，大气中只有一些水蒸气的化学痕迹（十万分之二）。地表雷达图像中看不到过去水或冰的地貌。大气显示的同位素证据表明，随着时间的推移，大气中的挥发元素已被排放的气体和太阳风的侵蚀所剥离，这意味着金星可能在过去某个遥远时期曾存在过液态水，但现在没有找到这方面的直接证据，有关金星地质史的许多猜测今天仍在继续。
今天所了解的金星表面情况大多來自於1990年8月16日至1994年9月完成6次環繞金星飞行的麥哲倫號金星探測器，該探測器總共測繪了98%的金星表面，且有22%是可使用3D眼鏡觀看的立體影像。
雖然金星是最接近地球的行星（与地球下合時距離僅約4千萬公里左右），而且體積相近，但至今沒有一艘探測器能在金星表面工作數小時以上，這是由于金星大氣壓为地球的 90 倍，而且表面溫度高达摄氏 450°，究其原因可能是金星大氣層大量二氧化碳（96.5%）造成的溫室效應。
通过紫外線探測可看到金星赤道附近有 Y 形雲层系統形成，代表赤道上空的大氣環流每四天就可環繞金星一週，所以風速可高達 500 公里/小时，這種高速風只存在于高空层，在金星表面附近的低层大氣則相當平靜。

## 麥哲倫號探測之前的金星表面知識
金星是继月球之後，第二颗从地球上使用雷達觀測的太陽系天體。對金星的首次雷達觀測是1961年美国国家航空航天局深空网络的金石深空通訊體系（GDSCC）。在連續下合期间使用金石深空通訊體系和阿雷西博天文台對金星进行了持續觀測，這些研究確定了早期金星通過子午圈時所测量的結果。1963年確定了金星的自轉为逆行（金星繞太陽公轉方向和本身自轉方向相反）。雷達觀測也讓天文學家知道了金星自轉週期为243.1 个地球日，其自轉軸和軌道平面幾乎垂直，同時也確定了金星半徑为 6052 公里，比之前使用地面光學望遠鏡最好的测量結果减少了 70 公里。
1970年至1985年間雷達成像技術快速進步，早期的雷達影像顯示金星表面的土壤比月球緊密，首次從地球觀測到的雷達影像顯示了非常亮的高地（高雷達信号反射率），分别被命名為α區、β區和麥克斯韋山脈，雷達技術的進步使影像解析度達到 1-2 公里。
进入太空探索時代後，金星被确立為下一个登陆探測的目标地。每19个月就會有一次前往金星的發射窗口，自1962到1985年的每个發射窗口都發射了前往金星的探測器。先后已有10艘探测器成功登陆到金星并传回了数据，它们都是前苏联发射的探测器，其中：金星9号、10号、13号和14号都安装有摄像机，并发回了土壤和岩石的图像。
分光光度测量结果显示，这四次飞行任务在着陆时都激起了尘埃云，这意味着其中一些尘埃的颗粒必须小于约0.02毫米。四处着陆点的岩石均表现出较细的岩层，有些岩层的反射率比其他岩层高。对金星13和14号地点进行的岩石实验发现，这些多孔、易碎（最大载荷承受为0.3至1兆帕）的岩石可能为岩性较弱的沉积物或火山凝灰岩:1709。光谱测量发现，金星9、10、14号以及维加1号和维加2号着陆点表面的物质具有类似拉斑玄武岩的化学成分，而金星 8号和13号地点的化学成分则类似碱性玄武岩:1707–1709。
1962年水手2號首次飛掠金星，为首艘到達其他行星的人造物體；1965年金星3號雖然墜毀在金星表面，但仍成為首艘登陸在其他星球的太空探測器；1967年金星4號為首艘傳送金星大氣層內部資料的探測器，同年水手5號测量了金星磁場；最後在1970年金星7號進行了首次可控的金星登陆；1974年水手10號在前往水星途中飛越金星並拍攝了金星雲層的紫外線照片，發現了金星大氣層中極為高速的風。
1975年金星9號传送了首張金星表面照片，並在登陸点用伽马射线觀測了附近的岩石。同年稍後的金星10號則发送回更多的金星表面照片。
1978年先驅者12號（也被稱為先驅者金星1號或先驅者金星軌道器）環繞金星並首次傳回金星北緯 63 度到 78 度的高程与重力場圖。
同年，先驅者金星2號發射四颗探測器進入金星大氣層以測定金星大氣。結合这次任務和先前的資料，测得金星表面溫度約为摄氏 460°，而金星表面的大氣壓则是地球的 90 倍，確定了之前地球上雷達的觀測。
1982年蘇聯的金星13號发回首張金星表面彩色照片，並使用X射线荧光光谱仪分析了土壤樣本。該探測器在金星惡劣環境中工作了 127 分鐘。同年金星14號登陸器偵測到金星表面有疑似地震的活動。
1983年金星15號和金星16號传回大量金星北半球的雷達和高程数据。這是首次在金星使用合成孔徑雷達，图像解析度为 1 到 2 公里。金星計劃的雷達資料解析度是先驅者金星計劃的 4 倍。金星15號和16號傳回的雷達数据解析度遠比地面雷達数据高，以开普勒成像方式顯示了先前看不到的地表紋理和地貌。探測器以高偏心極地軌道繞行，每24小时环绕金星一圈，在最接近金星北極到北緯 30 度的 16 分鐘期间内进行扫描拍摄，每天其餘在軌时间向地球发送 8 兆的資料。金星每24小時公轉 1.48 度，使探測任務在1983年11月11日到1984年7月10日期间觀測到了完整的金星極區。這些無線電全息影像由位于莫斯科的俄羅斯科學院無線電工程與電子學研究所 SIMD 數字協處理器收集和處理成條帶狀影像并繪製成地圖。
大多數金星地貌的基础图像都是根据金星15號和16號的雷達数据所建立。蘇聯地質學家發現，之前被認為是撞擊坑的地質特徵實際上是独特的火山结构。第一次发现了金星上的冕狀物、蛛網膜地形、鑲嵌地块和真正的撞擊坑，但並未發現金星表面有板塊運動的證據。直到麥哲倫號以前，蘇聯科學家和美國科學家都在爭論是否有板塊邊界的地表特徵被遺漏。金星表面不多的撞擊坑也顯示其表面極為年輕，仅約1億年，這表示金星剧烈的火山活動造成了地表的更新。
1985年，當哈雷彗星吸引了大众注意力時，蘇聯發射了維加計劃的兩艘探測器到金星。維加1號和維加2號都攜帶了一只装有儀器的氦氣球，以探測距金星表面 50 公里处的大氣層，以讓科學家探究金星大氣層中最活躍部分的大氣動力狀況。

## 麥哲倫號對金星地質的探測

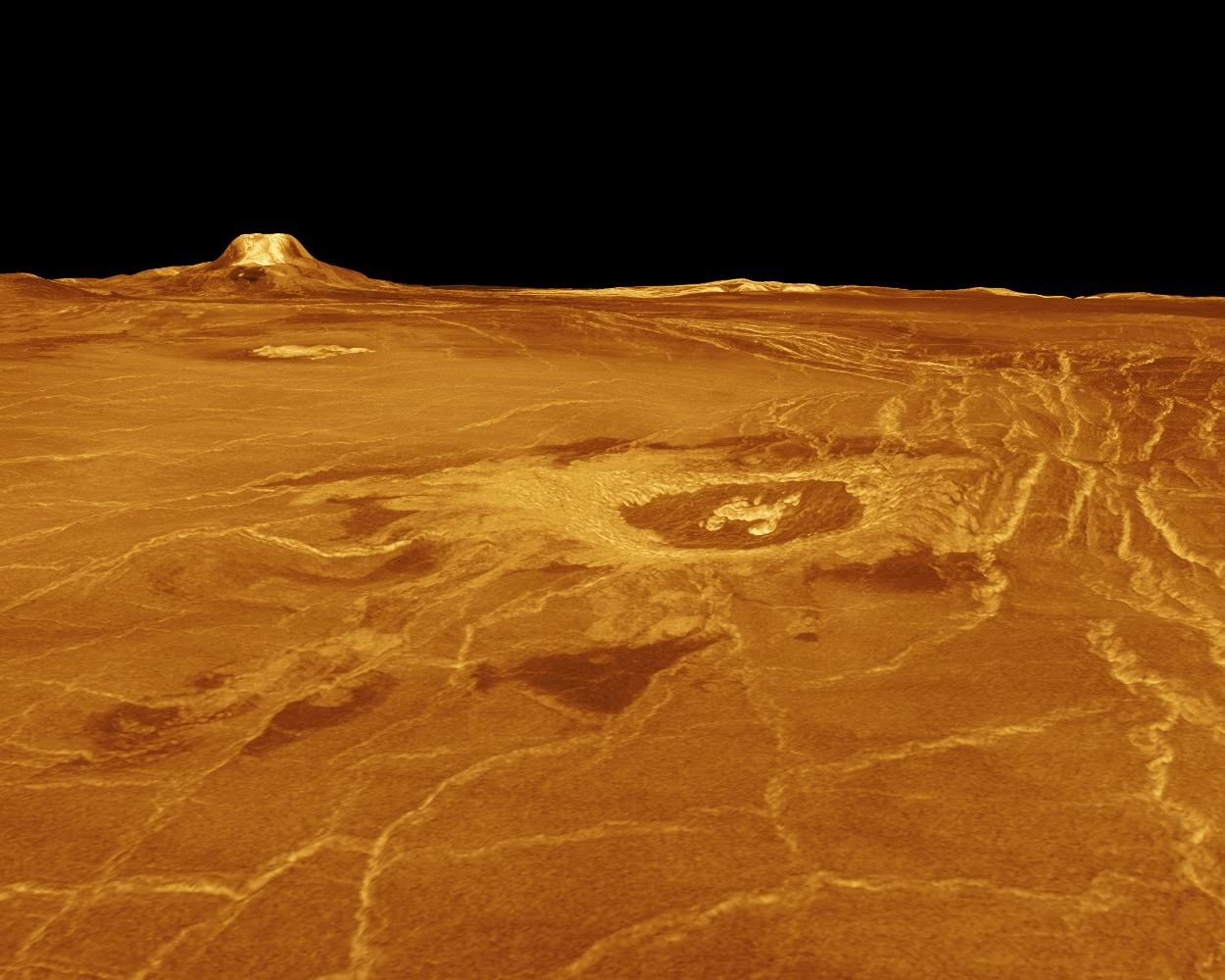
通过麦哲伦号雷达资料建立的金星艾斯特拉區（Eistla Regio）三维模拟图。前面是库尼茨撞击坑，背景远处是牛拉山

1989年5月4日，麥哲倫號由亞特蘭提斯号航天飞机搭载升空，同年8月10日抵達金星並開始用合成孔径雷达進行扫描探測。该探测器每天環繞金星 7.3 圈，每次可繪製寬 17-28 公里寬，70000 公里長的條狀影像。1800 幅條狀影像可繪製出金星整個表面。

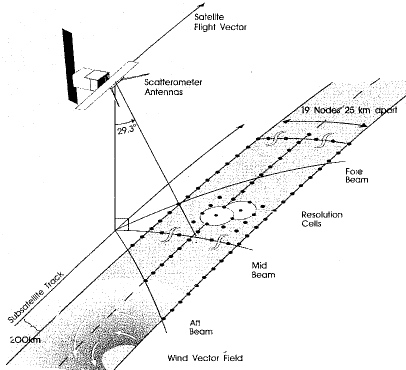
合成孔径雷达（本示意图中显示为右视）

金星的第一幅图像在1990年8月16日被接收到，而例行的地形測繪則開始於同年9月15日。第1轮測繪周期（左视）持續了 243 個地球日，這也是金星自轉週期。第1轮于1991年5月15日成功完成，繪製了 70% 的金星表面地圖。
第2轮在這之後立即開始（右视），直到1992年1月15日结束，共测绘了54.5%的表面，主要为南极以及第1轮扫描遗漏的地区，两轮测绘合计覆盖了金星表面96%的区域。在每次循環中探測器都通过调整倾斜角度取得不同的視角以產生立體影像，使科學家可製作出金星表面的立體地形圖（见上图）。
第3轮进行了补扫（左视），填补了剩余空白。原訂完成於1992年9月14日，但因為儀器問題提前一日結束。整體而言雷達資料覆蓋了金星表面 98% 的面積，采集到21.3%表面的立體图像。麥哲倫號資料的金星表面影像空前清晰，且覆蓋極廣，至今尚未被超越。
第4、5和6轮则是進行金星表面重力探測。麥哲倫號以氣阻減速方式儘可能降低軌道高度，最低高度距離表面只有 180 公里。第6轮結束時麥哲倫號的軌道衰減的更多，進入了金星大氣層外緣。在進行最後實驗之後，麥哲倫號於1994年10月11日結束任務並脫離軌道進入金星大氣層燒毀。

## 地形

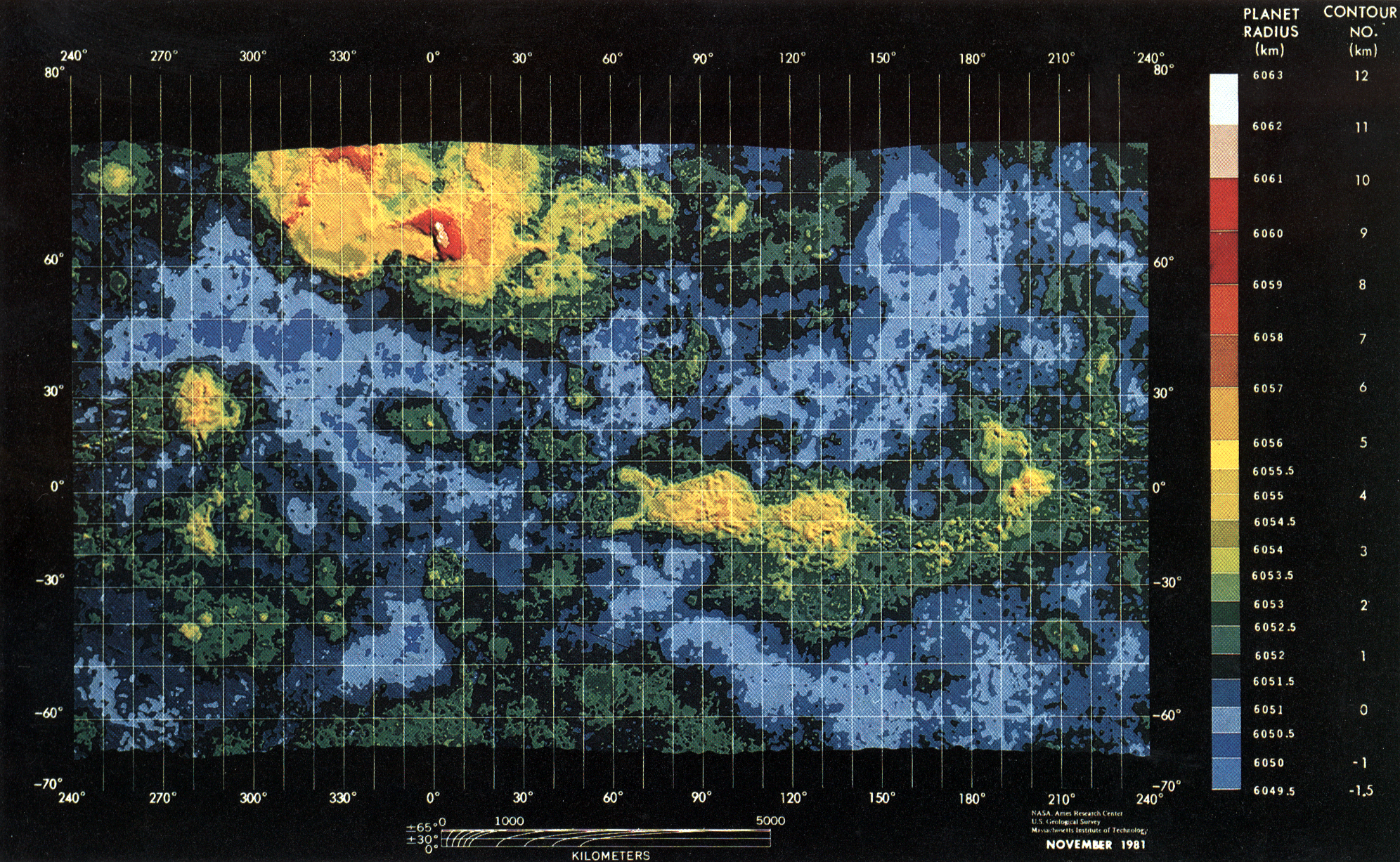
先驱者金星计划資料繪製的金星地形圖

隨著望遠鏡的發明，人类开始以光學方式觀測金星但很快就發現金星表面被厚厚的雲層所覆蓋。1643年弗朗切斯科·丰塔纳是最早声稱看到金星雲層中有黑色痕跡的天文學家之一，有些观察者甚至說可經由雲洞看到金星部分表面。观察者们也宣称看到金星盤面上的一些亮點，可能是某些高過雲層的山峰。這些觀測中最有名的，是與威廉·赫歇爾合作的一位知名天文學家約翰·希羅尼穆斯·施羅特的报告：自1789年開始，在靠近金星晨昏圈南面处有一個圓形的明亮斑點，并認為这是一座 43 公里高的山脉反射的陽光。赫歇爾駁斥了這一觀測結果，認為這是施羅特望遠鏡的缺陷所致。許多其他觀測者也宣稱看到金星晨昏圈附近不規則的物體，這些爭議直到20世紀科學家使用可穿透雲層的雷達觀測後，才確定沒有如此巨大的山脉存在。

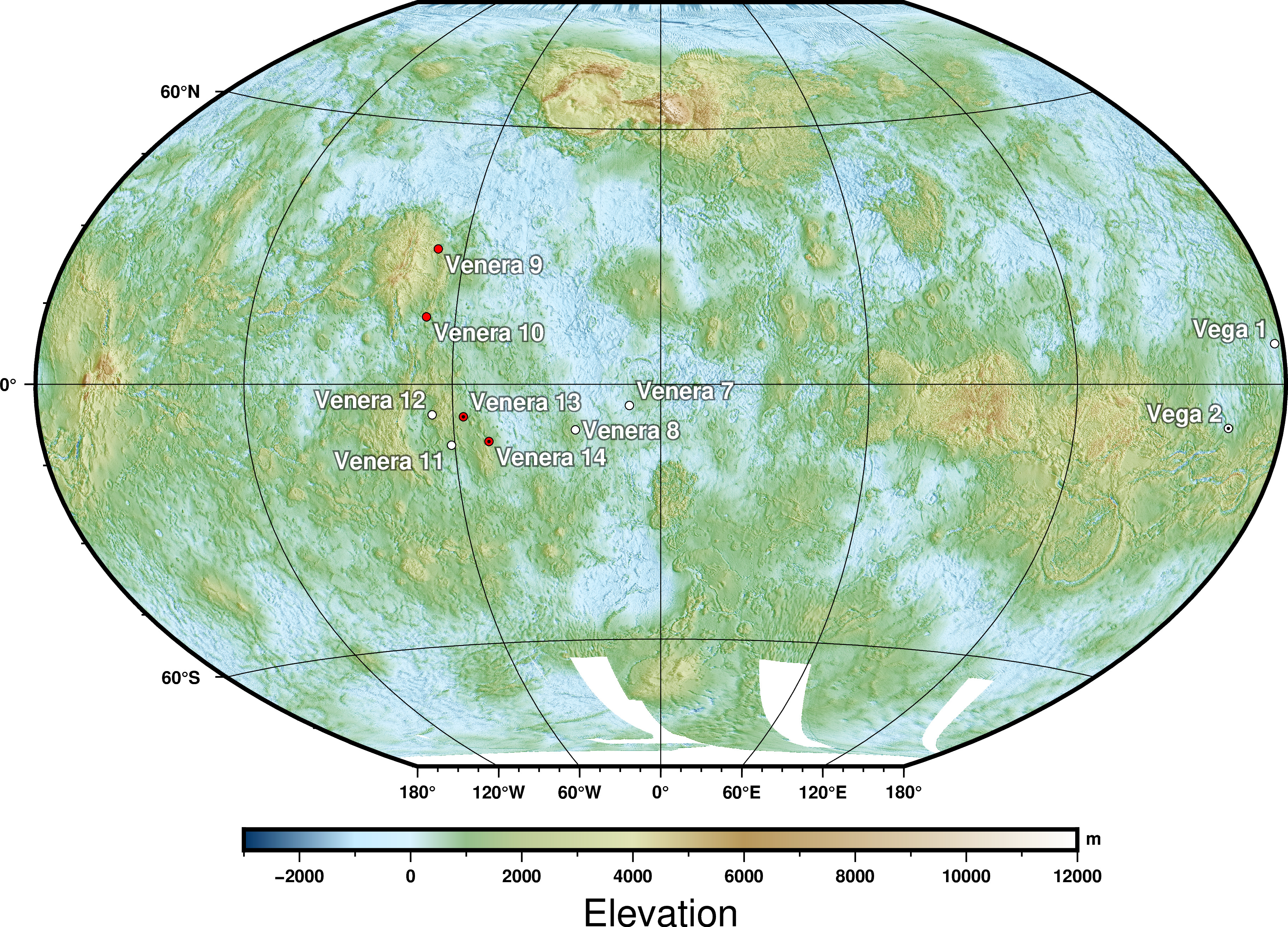
金星系列探测器着陆点的位置和获得的雷达地形图。红点表示从表面返回图像的位置，中心的黑点表示所分析的表面样本位置。

金星的表面较地球更平坦，根据前苏联金星計划数据所繪製的金星93%表面地形圖，科學家们發現金星最低處到最高處的高程差約为 13 公里，大约相当于地球洋底与喜马拉雅山较高山峰间的垂直距离。
这种相似性是可预测的，因为一颗行星上可达到的最大海拔落差很大程度上取决于该行星的引力强度和岩石圈机械强度，这对地球和金星来说都是相似的:183。
根據先驅者金星計划的高程数据，金星51%的地表只高出平均半径（6052公里）500米，仅2%的地表高度超出平均半徑2公里。
麥哲倫號测量的高度證實了金星的主要地表特徵。根據麥哲倫號数据，80%的表面高度比金星平均半徑高出约1公里。金星上最主要的隆起是分布在吉祥天高原周圍的山脈：11公里高的麥克斯韋山脈、7公里的阿克娜山脈和7公里的弗蕾亞山脈。雖然金星表面相對平坦，但仍發現了不少广袤的傾斜平原，像麥克斯韋山脈西南側的傾斜平原坡度達到 45°。達努山脈和忒弥斯區的傾斜平原的倾斜度也達 30°。
金星表面大約 75% 的地区都是裸露的岩石。
依据先驅者金星計畫的高程数据和麥哲倫號的進一步確認，金星表面地形可分為三大部分：高地、沉積平原和低地。

### 高地

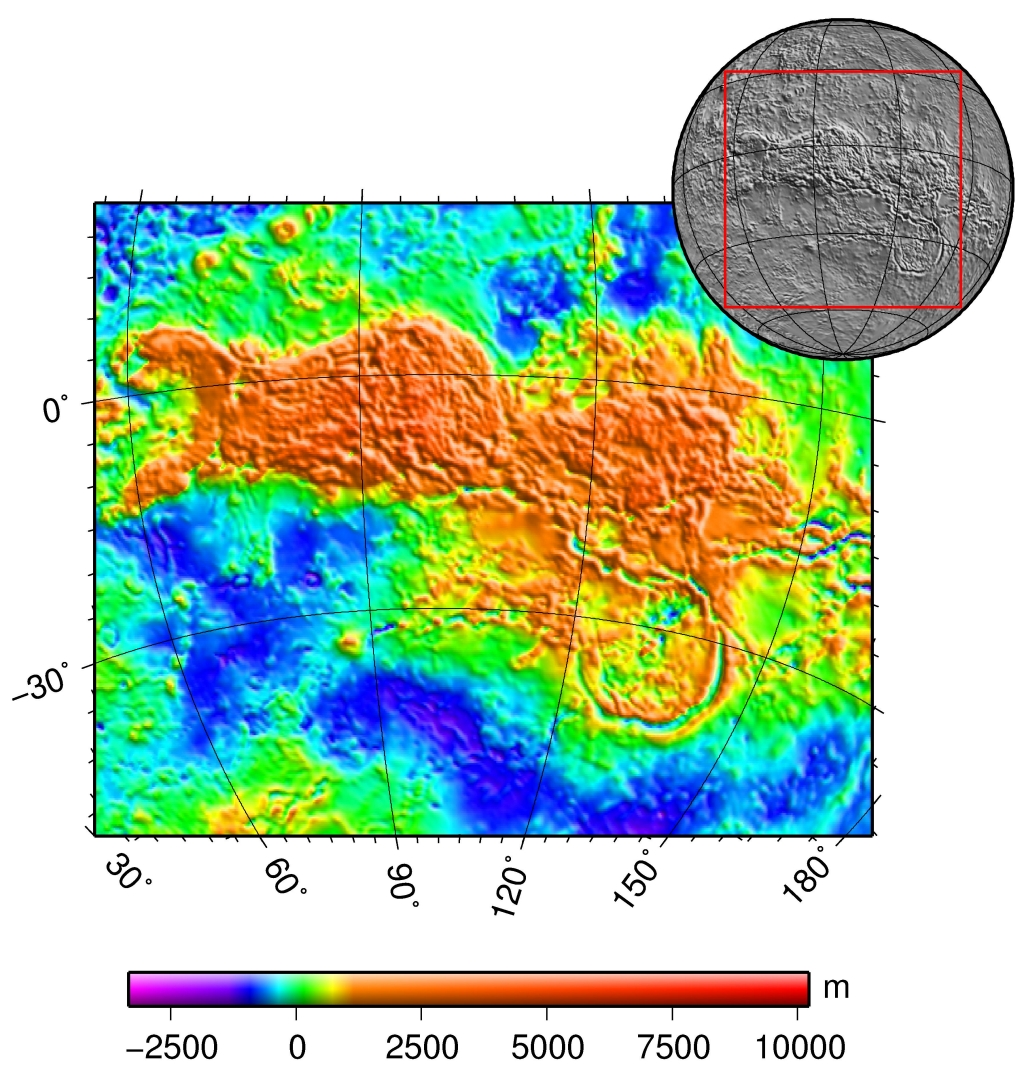
阿佛洛狄忒高地地形图

金星表面約 10% 的地区为高度 2 公里以上的高地，其中最主要的高地區是阿佛洛狄忒高地、伊师塔高地和拉达高地，以及地質区域貝塔区、福柏区和忒弥斯区。次要的高地群則有阿爾法區、貝爾區、艾斯特拉区和忒梯斯区。
这些地区的部分地形具有极强的雷达反射信号:p.1，可能与那里的温度、压力比其它区域低有关，因为这些地区海拨较高，这将允许出现不同的矿物。据认为，高海拨岩层可能含有或覆盖了具有高介电常数的矿物:1，高介电质矿物在高地环境温度下是稳定的，但在构成金星表面其余部分的平原上则不然。黄铁矿，一种硫化铁，就符合这种标准，被普遍认为是可能的成因，它是火山高地长期暴露在金星含硫大气中被化学风化所致，但金星上是否存在黄铁矿一直存在争议。大气模拟表明，黄铁矿在金星大气条件下可能并不稳定。有人提出了其他假说来解释高地较高雷达反射率的原因，包括存在介电常数随温度变化的铁电材料（金星的温度梯度随海拨变化）。现已观察到，在整个金星表面，雷达反射高亮的高地特性并非一致，例如麦克斯韦尔山脉的反射率出现了雪线状急剧变化，这与矿物的变化相一致；而奥瓦达区则显示了一种更具渐变性的变亮趋势，奥瓦达区的变亮趋势符合铁电特征，表明那里存在着磷灰石。

### 沉積平原
沉積平原的平均高度約为0到2公里，佔金星表面一半以上的面積，参见金星上的平原。

### 低地
金星地表的其余部分为低地，高度通常位于0公里以下。雷達反射数据显示，在厘米級尺度上，這些區域是平坦的，這是夷平作用（指高地侵蝕出來的細顆粒物質在低地的沉積）的結果。

## 撞擊坑

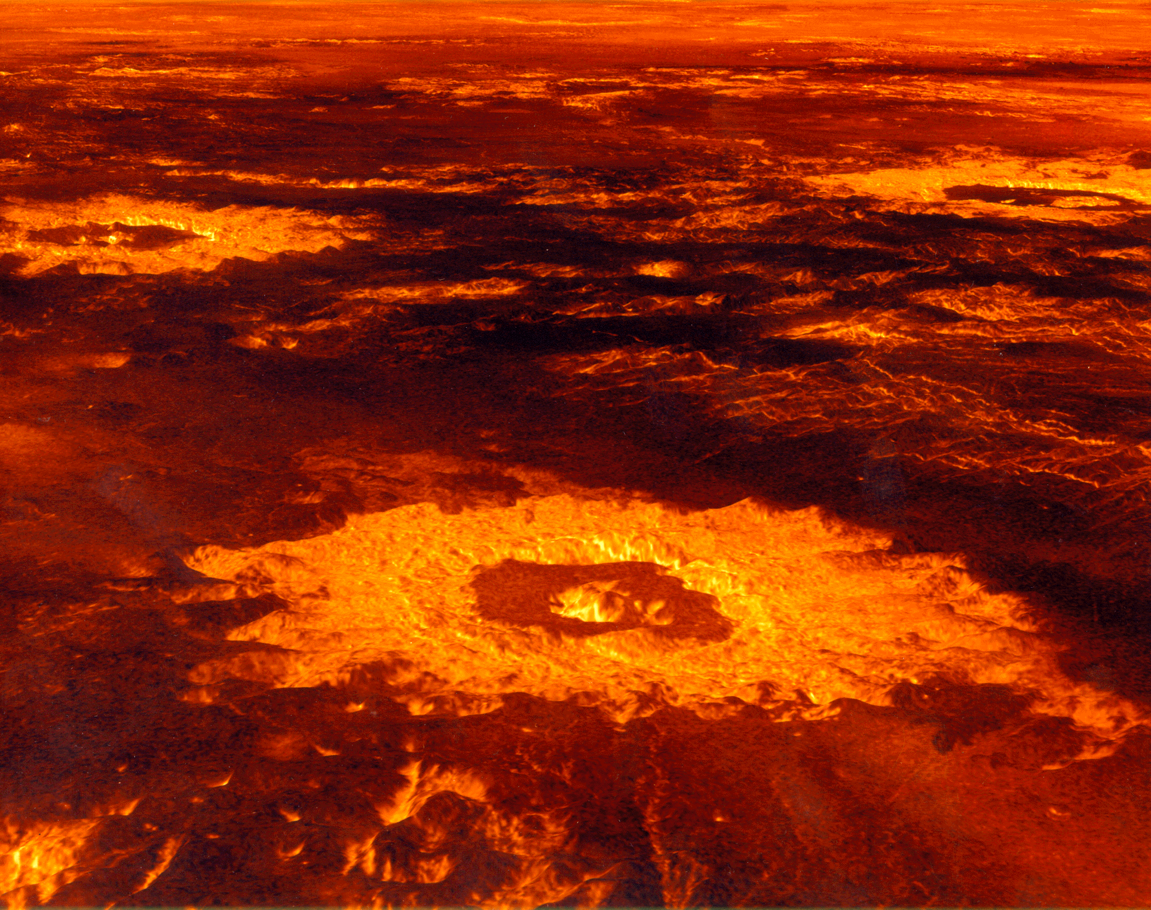
丹妮洛娃撞擊坑

地基雷达探测发现了一些与撞击坑有关的地形模式，金星15号和金星16号探测器则确认了约150个可能源自撞击的此类特征。接下来，麦哲伦探测器对金星全球范围的探测更确定了近900座的撞击坑。

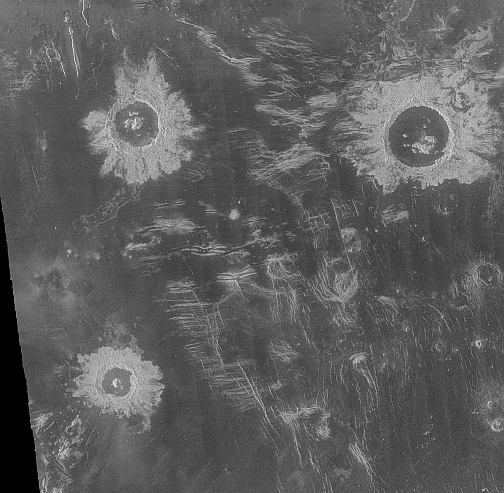
丹妮洛娃、阿格莱奥妮丝撞击坑和莎斯姬亚撞击坑撞击坑

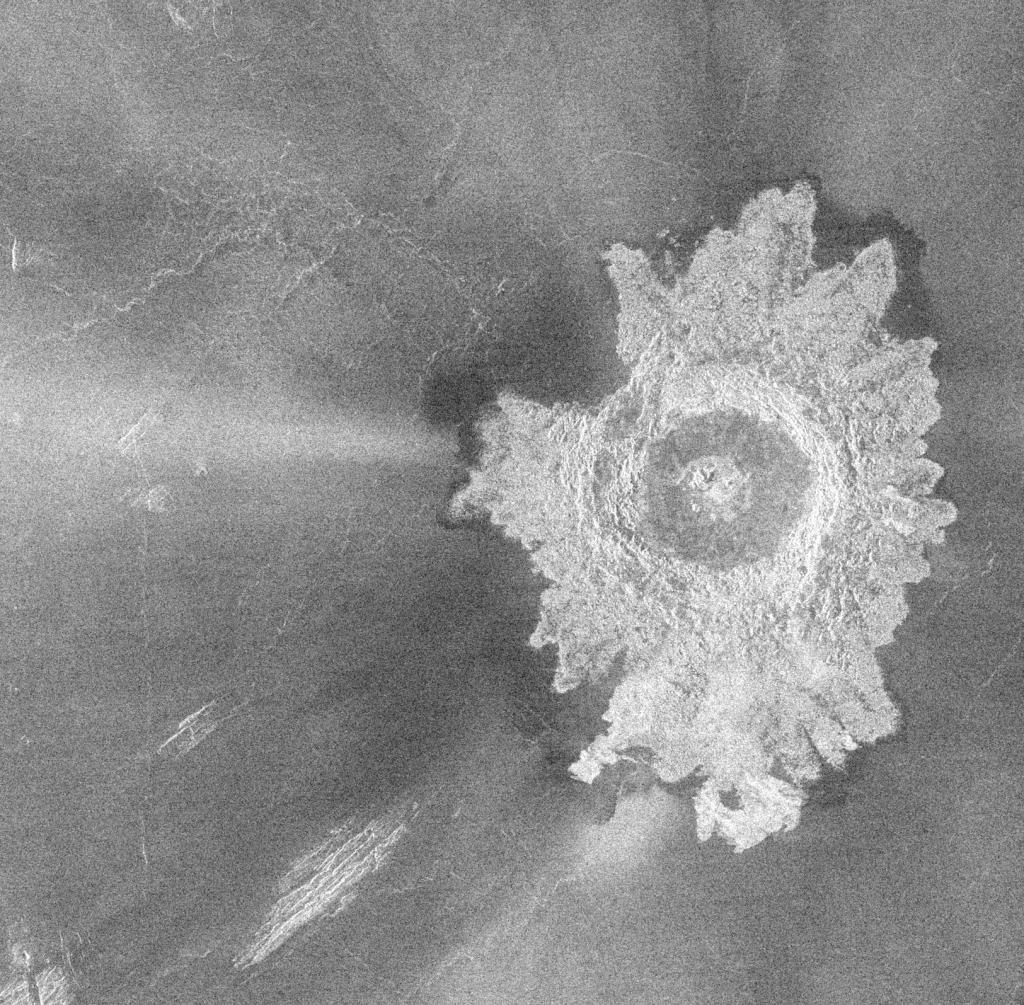
1996年2月7日美国航空航天局麥哲倫號金星探測器拍摄的阿迪瓦尔撞击坑照片。

计算表面撞击坑的数量是预测一颗行星表面年龄的方式。随着时间的推移，太阳系中的天体撞击机率是随机的，所以表面撞击坑越多代表年龄越久远。
相较于水星、月球及其他类似天体，金星表面的撞击坑相当少。某种程度讲，这是因为它稠密的大气层使较小的陨石在撞击前就被烧毁了。金星计划和麦哲伦号的数据一致反映：金星上几乎没有直径30公里以下的撞击坑，麦哲伦号的数据更进一步显示没有直径小于2公里的撞击坑。所有的小陨坑形状不规则且成群出现，这表明撞击体在撞击前的减速和解体。然而，大型撞击坑也较少，而且这些撞击坑显得相对年轻，很少被熔岩填塞，表明它们是在该地区火山活动停止后才形成的，雷达数据显示这些陨坑的表面很粗糙，尚没经历足够长的侵蚀期。

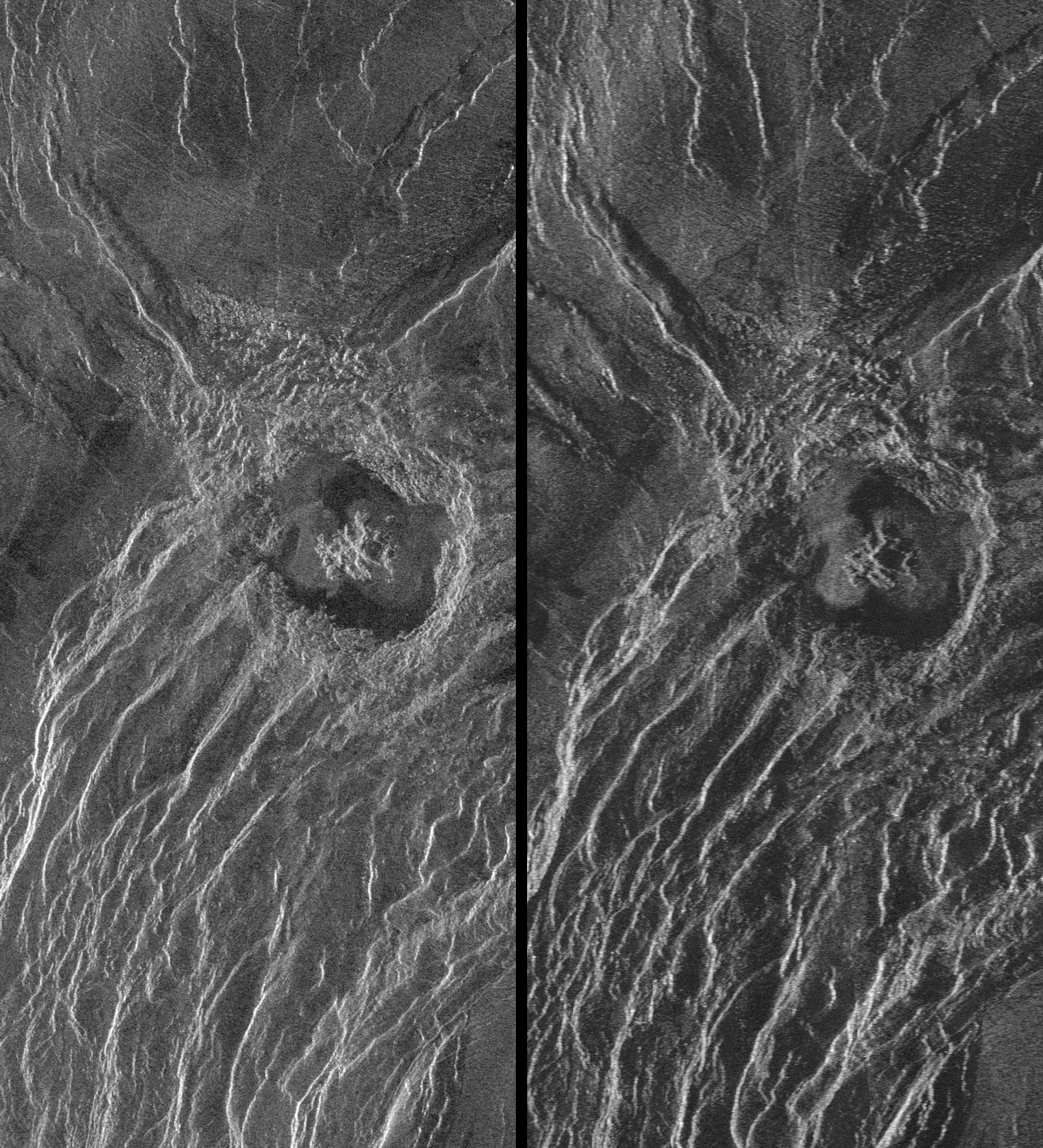
格佩特-梅耶撞击坑

与月球等天体上的情况相比，根据陨坑数量来确定金星表面不同区域的地质龄要困难得多，因为目前的陨石坑数量很少。然而，金星表面的特征符合完全随机分布，这意味着整个星球的表面年龄大致相同，或者至少在非常大的区域内平均年龄差异很小。
综上所述，这些证据表明金星表面在地质学上相对年轻的，撞击坑的分布与该星球表面几近完全重塑的模型极为一致。在这一极端活动期之后，地表变动率下降，撞击坑开始累积，此后只有一些轻微的地表改变和更新。
一层年轻的地壳全部创建于与同一时间，这种状况不同于任何其他的类地行星。

## 全球性地表更新事件
根据陨石坑计数估测的地质龄表明，与火星、水星和月球等古老的表面相比，金星地表更年轻。这对于缺乏板块构造进行地壳循环的金星来说，确实值得探究。一种假设是，大约在3-5亿年前，金星经历了一次全球性地表重塑事件，抹去了原有撞击坑的证据。
对该事件可能的解释是，它是金星周期性循环过程的一部分。在地球上，板块构造通过平流（advection），产生地幔物质向地表迁移并将旧地壳收回到地幔的过程，使热量得到逸出。但金星上没有板块构造的证据，因此这一理论认为，由于放射性元素的衰变，金星内部产生升温，当地幔物质热到足以迫使它升到地表后，溢出的熔岩覆盖了大部分的区域或整个行星表面，直止地幔冷却到一定程度后，这一过程又将会再次开始。
另外，金星的其它特性也可以幫助解釋這一理論。金星缺乏磁場一直是個謎，因為金星的體積相當接近地球，而且推測其組成物質也相當接近。因而可用其核心尚未散失熱能來解釋。此外，金星大氣層中氘和氫的比值较地球大氣層或彗星要高。大氣逃逸過程是氫和氘極少數不一樣的地方。極高的比值代表在太陽系形成初期，金星大氣層中曾存在有大量的水；而且巨大的火山爆發可能释放出了大量的水（也會釋放出其他的成分，例如造成金星硫酸雲的硫）。
關於金星表面全球性更新的假說必須要有更多證據來印證；但有數個不同的證據是支持該假說的。不過現在仍難以解釋金星撞擊坑的分布型態。

## 火山

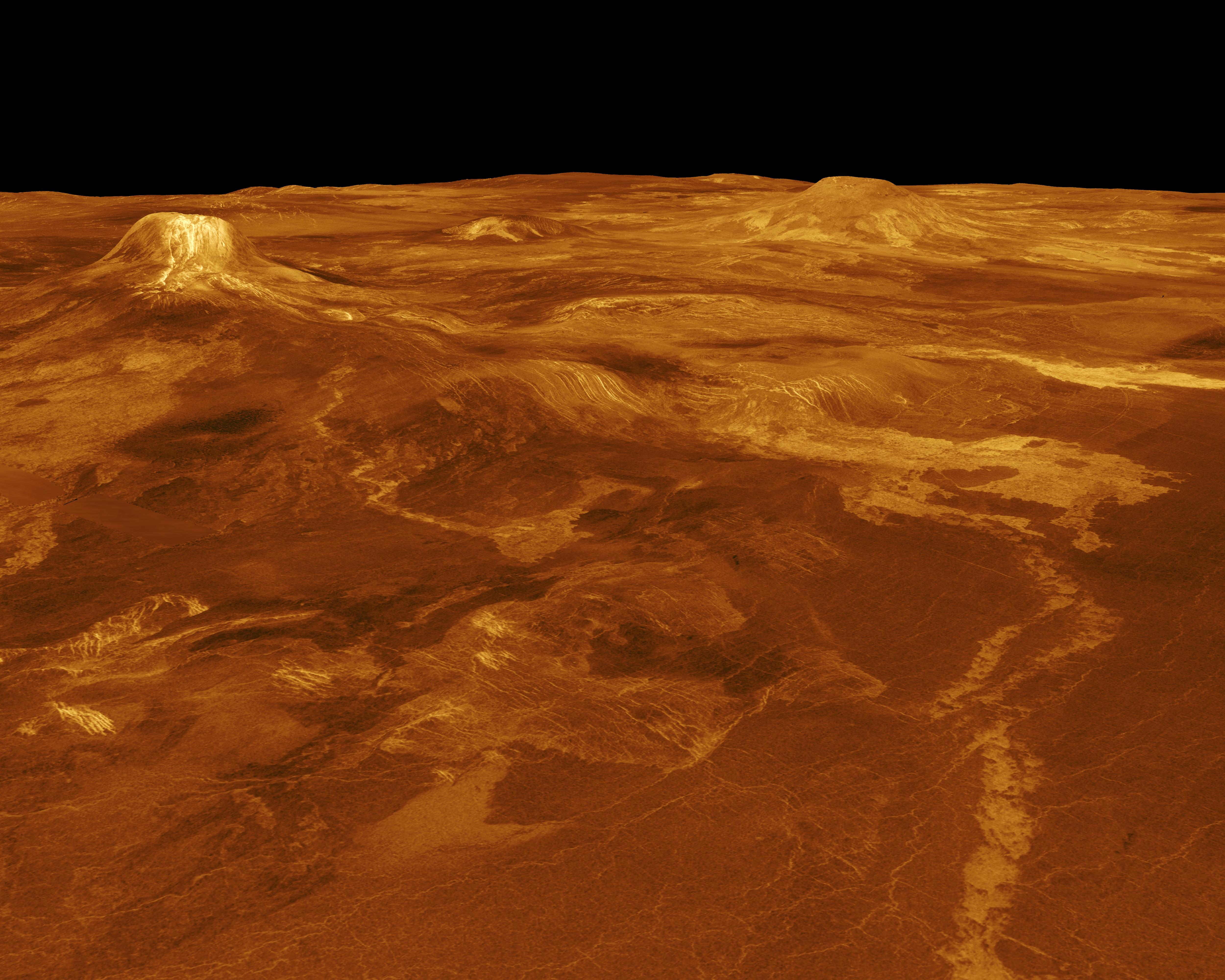
位于艾斯特拉区3公里高的牛拉火山（左），前面是在裂隙平原漫延数百公里的熔岩流，右侧是一座直径300公里，高2公里西芙火山，两者相距约730公里。

金星表面主要以火山活动为主，虽然从表面看金星与地球很相似，但在地球地质上相当活跃的构造板块在金星上似乎并不存在。该行星80%的表面是由火山熔岩平原拼接而成，其间散布着100多座孤立的大型盾状火山和数百座较小的火山及火山结构，如被认为是金星所独有的冕状物：直径100-300公里，高出地表数百米的巨大环形结构，目前只在天王星的卫星天卫五上发现了这种地质特征。据信，它们是地幔中上升的热流柱向上推动地壳形成穹丘，之后熔岩冷却并从侧面泄漏，造成穹丘中心向内塌陷，留下一座皇冠状的结构：冕状物。

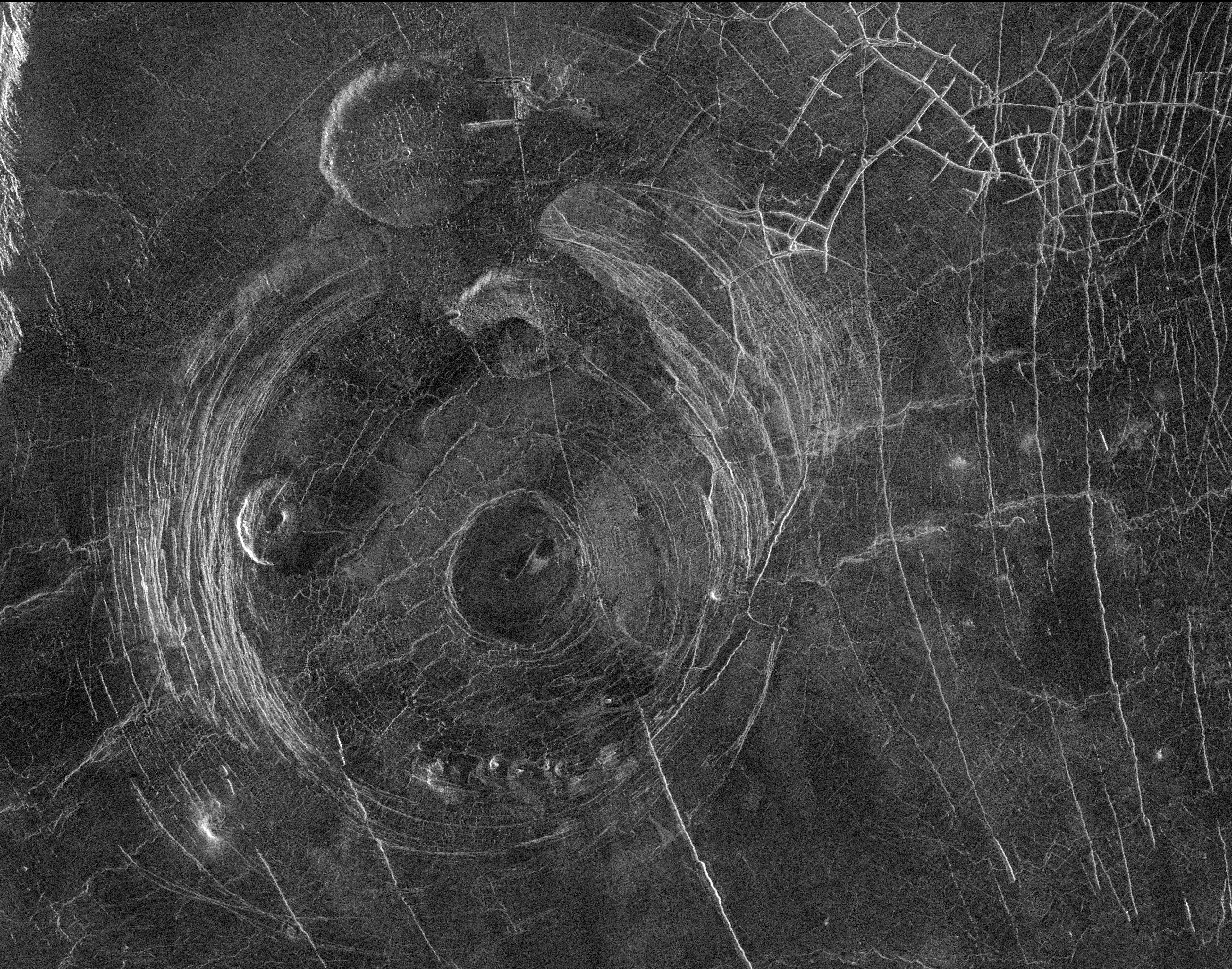
福德拉冕状物

从火山沉积物中可看出不同火山活动的差异。很多情况下，火山活动仅限于某一固定源附近，其沉积物可在邻近区找到，这类火山活动被称为“集中性火山活动”，因为火山与其他地理特征形成明显不同的区域。第二类火山活动不是放射或集中的，如泛流玄武岩则会覆盖住大范围的地表，类似地球上的德干暗色岩，这些喷发导致了“溢流型”火山。

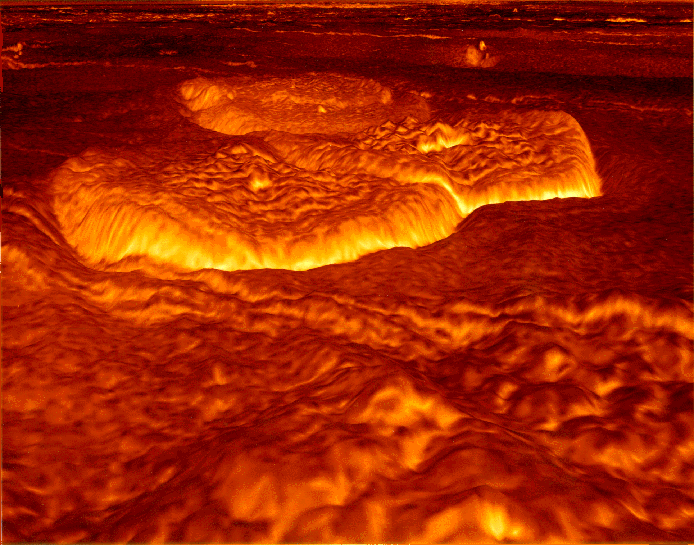
计算机生成的金星阿爾法區薄餅狀穹丘透視图。图中的穹丘平均直径25公里。

金星上直径20公里以下的火山非常丰富，其数量可能有数十万甚至数百万。很多看上去像扁平的穹丘或“薄煎饼”，其形成机制被认为类似地球上的盾状火山。这些外形极圆的薄饼状穹丘火山高度一般不足1公里，但直径是它的数倍，在被称为“地盾场”的区域可常见到成百上千座此类火山。金星上的穹丘比地球的大10到100倍，它们通常与“冕状物”和“镶嵌地块”一起出现。据认为这些薄饼状穹丘是在金星高气压下，由喷出的富含二氧化硅的高粘性熔岩所形成；而称作贝状边缘穹丘的火山丘（常被称为“蜱虫”，因为其外观看起来像长有许多条腿的穹丘），被认为经历过大规模损耗事件，如边缘滑坡等，有时可在它们周围看到散落的碎屑堆积。

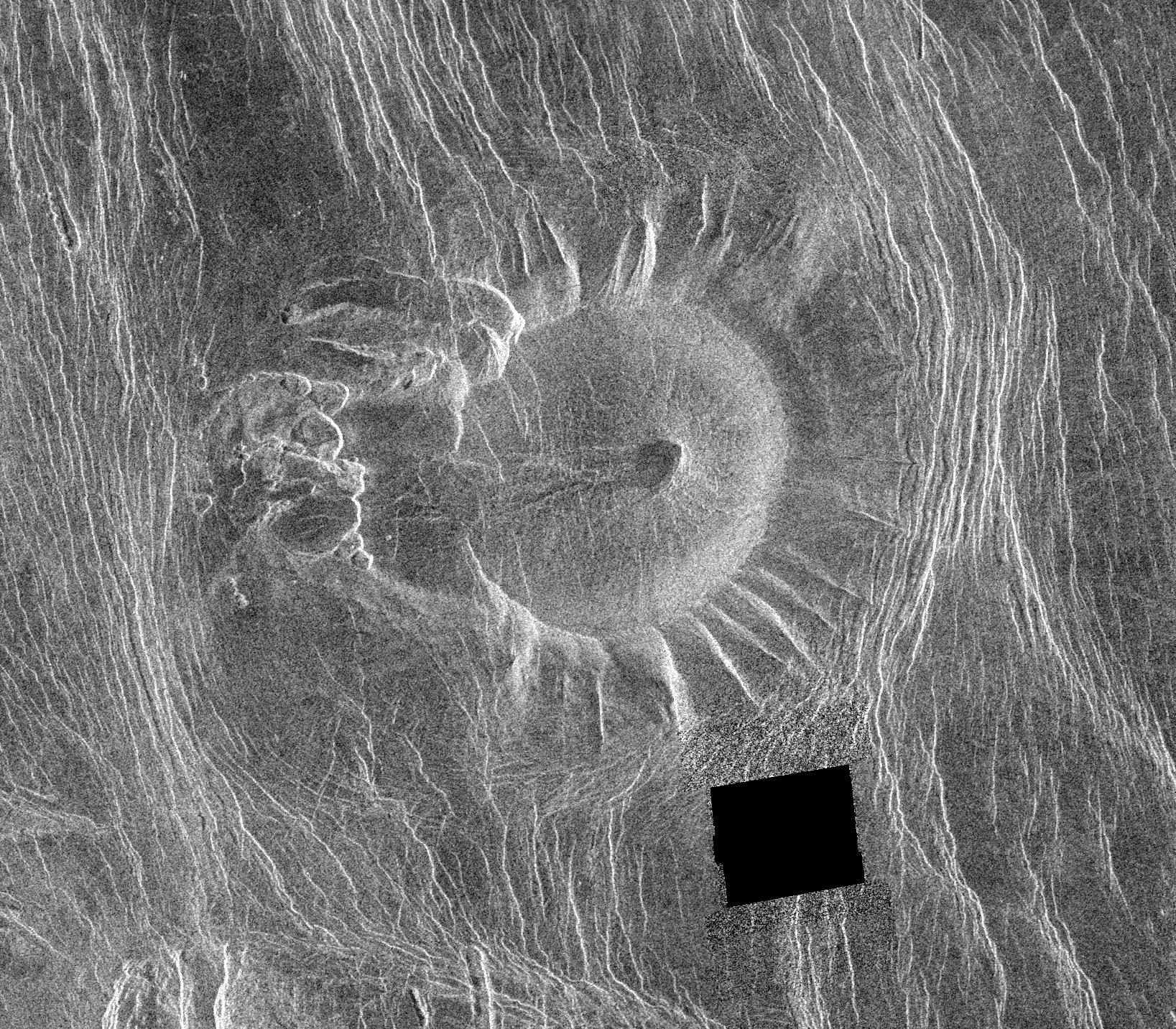
贝状边缘穹丘：”蜱虫“

在金星上，火山主要为盾状火山。然而，金星的盾状火山形态不同于地球上的盾状火山。在地球上，盾状火山直径可能有几十公里，高达10公里（6.2英里），如夏威夷冒纳凯阿火山高度从海底算起的话。在金星上，这些火山的面积可能覆盖数百公里，但它们相对平坦，平均高度只有1.5公里（0.93英里）。

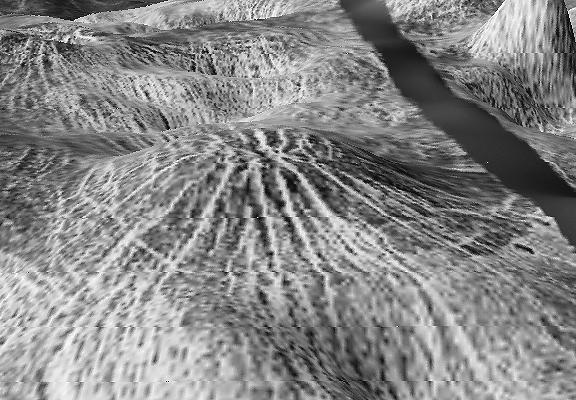
金星表面的“新星”地貌。

金星表面其它独特的特征还有“新星”（放射状的岩脉和地堑网）。当大量岩浆被挤压到地表形成高雷达反射率的辐射状山脊和沟槽时，就形成了一处“新星”地貌。这些岩脉围绕熔浆涌出口周围形成一对称的网络，中心点也可能因岩浆房的坍塌而成为一处凹陷。

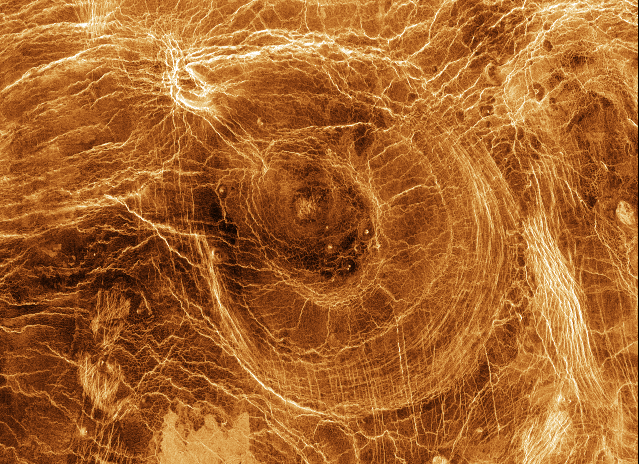
金星表面的蛛網膜地形

蛛网膜地形之所以这样命名，是因为它们类似蜘蛛网，其特征是数圈同心卵形，周围布满一系列复杂的放射状裂缝，类似于“新星”。目前尚不清楚这250多处或被确认为蛛网膜地形的此类特征实际是否有着共同的起源，抑或只是不同地质作用的结果。

## 板塊運動
尽管金星上似乎没有全球板块构造系统，但该行星表面显示出了与局部构造活动有关的各种特征，如断层、褶皱和火山等特征都存在于那里并可能主要由地幔作用所驱动。
金星上活跃的火山活动形成了一系列的褶皱山脉、裂谷和被称为镶嵌地块的地形，该词在希腊语中是“地砖”的意思，镶嵌地块展现了无数次压缩和拉伸的变形作用。
与地球不同是，金星上的地质变形直接来自地幔内的局部动力。重力研究表明，金星与地球的不同之处在于缺乏一层能让地壳板块移动的软流圈，即低黏度、弱机械性地幔层。该圈层的缺失，表明金星表面的变形必须用地幔深处的对流运动来解释。
金星上的构造变形发生在各种尺度上，其中最小的是线性裂缝或断层。在很多区域，这些断层表现为平行线结构；类似月球和火星上的小型、不连续山峰也可被发现；最普遍的构造作用表现为所存在的正断层，即某一区域中较周边岩石下沉的地壳以及浅层裂缝。雷达成像显示，这些种类的变形集中在赤道和南部高纬度区，这些带状变形区宽约数百公里，在整个星球上似乎相互连接，形成一个与火山分布有关的全球系统。
金星上的裂谷则是岩石圈扩张所形成的数十到数百米宽、长达1000公里的凹陷群 。裂谷大多与穹丘形式的火山高地有关，如位于贝塔区、亚特拉区（Atla）及艾斯特拉区（Eistla）西部的火山丘，这些高地似乎是引起抬升、破裂、断层和火山活动的巨大地幔热柱（上升的岩浆流）上涌所致。
金星上最高的山脉，位于伊什塔尔高地的麦克斯韦山脉，是压缩、膨胀和侧向移动所造成；在金星低地发现的另一种地形特征为高出地表数米的“山脊带”，宽数百公里，长达数千公里，这些地带主要集中在南极附近的拉维尼亚平原（Atalanta Planitia）和北极附近的阿塔兰塔平原（Atalanta Planitia）。
镶嵌地块主要分布在阿佛洛狄忒高地、阿尔法区、忒卢斯区（Tellus Regio）和伊什塔尔高地东部（福耳图娜镶嵌地块）。这些区域包含了不同地质单元交错和叠加的地堑，代表了金星上最古老的地表。镶嵌地形曾一度被认为与板块构造有关，与地球上的大陆相类似。事实上，它们可能是玄武岩熔岩泛滥形成的大平原，随后经历了强烈构造破裂的结果。

## 磁场和内部结构

可能的内部结构剖面示意图，二氧化碳大气层、硫酸云、地壳、岩石地幔、金属内核。

金星地壳由厚约70公里的硅酸盐岩石构成:1729；而地幔厚度约2840公里，其化学成分可能类似球粒陨石:1729；由于金星是一颗类地行星，推测它有一个成分以铁和镍为主的半固态内核，半径大约有3000 公里。
由于没有金星的地震数据，目前尚不确切掌握该行星的地幔结构，但通过修改地球的地幔模型可对它作出一定的预测。预计金星地壳以下至480公里处的最上层地幔，主要由橄榄石矿物构成，在这一范围内，其化学成分基本保持不变，但从480公里到760公里之间，随内部压力的升高，橄榄石晶体结构会转变成更紧凑的尖晶石结构；而在760公里到1000公里深度之间，又会发生另一次变化，矿物逐步呈现为更致密的钛铁矿和钙钛矿晶体结构，并逐渐变得更像钙钛矿，直止抵达内核边界:1729–1730。
金星的大小和密度与地球相似，因而，其组成成分也类似，但它没有明显的磁场:1729–1730。地球的磁场是由所谓的内核发电机—导电的液态镍铁外核旋转和对流产生的。一般认为金星也有一个类似成分的导电内核，即使它的自转周期很长（243.7个地球日），电脑模拟显示，这也足以产生出磁场。这意味着金星的外核缺乏对流。当地核内外温差很大时，就会发生对流，但由于金星没有板块构造来释放地幔热量，因此有可能外核对流被炽热的地幔抑制住了。同样的原因，如果内核太热或者没有足够的压力让熔融的镍铁冻结在那里，金星就可能会缺少一个坚固的内核:1730

## 熔岩流和通道

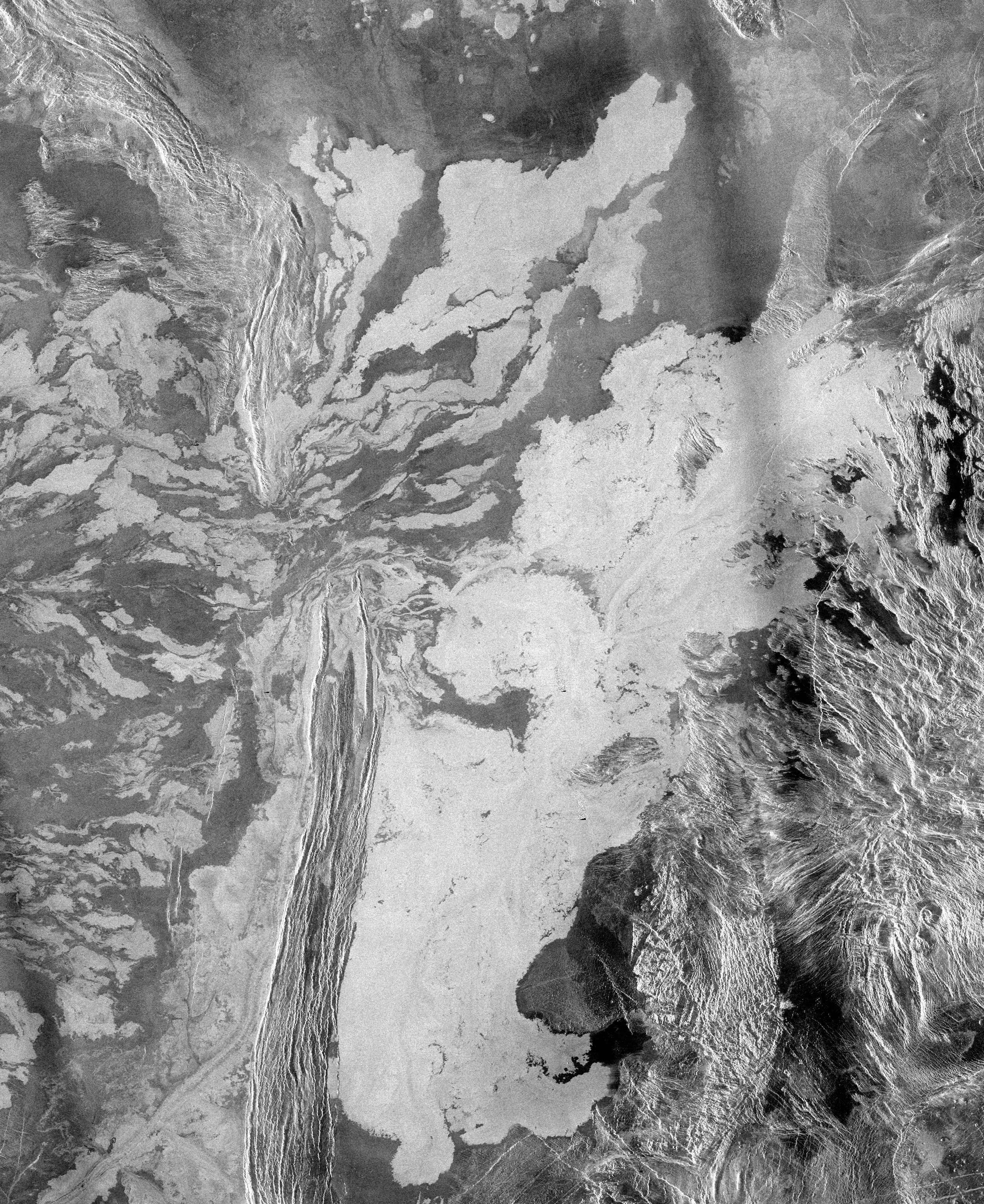
始发于阿妈娲录火山口（Ammavaru）的熔岩流（位于图像外300公里）漫过图中左侧的山脊并汇集在它的右侧。

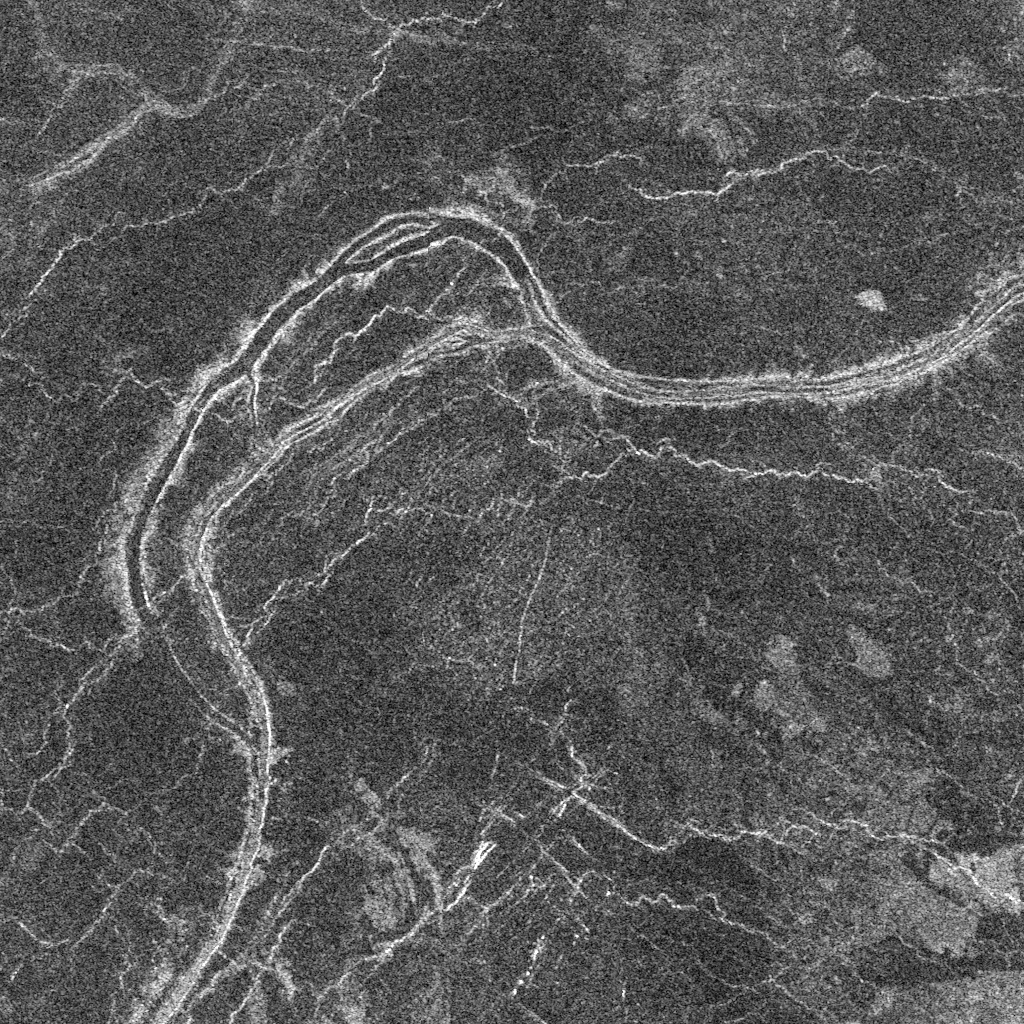
赛德娜平原上一条2公里宽的网状通道

金星上的熔岩流通常比地球的大得多，可长达数百公里，宽数十公里。目前尚不清楚为什么这些熔岩场或“叶状流”会有如此大的规模，较可信的说法是它们是大规模低黏性玄武质熔岩喷发的结果，这些喷发的熔岩形成了宽阔平坦的平原。
在地球上，有两种类型的玄武质熔岩：渣块熔岩（ʻAʻā）和绳状熔岩（pāhoehoe）。渣块熔岩为纹理粗糙的碎块状熔岩（像煤渣）；而绳状熔岩则因其枕头或绳状的外观而被识别。粗糙表面在雷达图像中会显得更明亮，可用来区分渣块熔岩和绳状熔岩，这些变化也反映了熔岩年龄和保存情况的不同。
熔岩通道和熔岩管（冷却后形成覆盖了穹顶的通道）在金星上很常见，来自澳大利亚伍伦贡大学的两位行星天文学家，格雷姆·梅尔维尔（Graeme Melville）和比尔·泽利（Bill Zeale）利用美国宇航局提供的数据，对这些熔岩管进行了多年研究后认为，这些熔岩管分布广泛，大小是地球上的十倍。梅尔维尔和泽利说，金星熔岩管巨大的尺寸（数十米宽，数百公里长）可解释为高流动性的熔岩流加上金星表面的高温，使熔岩冷却变缓慢。
在大多数情况下，熔岩流场都与火山有关。中央火山被火山熔岩流包围形成火山区核心。熔岩流还与裂坑、冕状物和密集的火山丘、火山锥、火山井及火山沟群等有关联。
得益于“麦哲伦号探测器”，现已发现了200多条熔岩通道及复杂的峡谷系统。这些通道被划分为简单型、复杂型和复合型通道。简单型的特点就是一条单一的长通道，这一类包括了类似于月球的月溪以及一种称之为“沟渠”的新种类，由绵长而清晰的通道组成，在整个路径中一直保持稳定的宽度。现已确认该类通道中最长的是巴尔提斯峡谷，其长度超过6800公里，约为金星周长的六分之一。
金星表面的复杂型通道除分叉式网状分布外，还包括交织吻合型网状结构。这类通道常与一定数量的撞击坑和涉及主要熔岩流场的大型熔岩洪流一起被观察到。复合通道由简单和复杂段通道组成，这些通道中最大的显示为交织吻合结构并使一些山丘的斜坡变缓，形成类似于火星上的山丘。

## 地表地质作用

### 风
金星上不存在液态水和冰，因此，除了熔岩流的热侵蚀之外，唯一的物理侵蚀因素就是风。风洞实验表明，金星大气的密度即便在微风状态下也能输送沉积物。
因此，风成地貌看似稀少，但一定有其他的原因。这意味着金星上可移动的沙粒大小的颗粒相对稀少，这应该是机械侵蚀速度非常慢的结果:p. 112。金星上产生沉积物最重要的过程可能就是形成陨石坑的撞击事件，这一点得到了撞击坑与迎风面风成地貌间看似存在联系的支持
这一过程在喷射到金星表面的撞击喷出物中得到了体现。陨石撞击出的物质被喷射到大气中，在那里被风吹向西面。当这些物质落回到地表时，会形成抛物线状的图案。这种类型的沉降物可堆积在各种地质特征或熔岩流上面。因此，该类沉积物是金星上最年轻的构造。来自“麦哲伦号”的图像揭示了金星表面存在60多处与撞击坑有关的抛物线状沉积物。
被风搬运的喷发物起到了快速重塑地表的作用，根据“金星计划”测量结果的反映，金星表面风速约为每秒1米，考虑到金星低层大气的密度，这种风速足以引起对地表的侵蚀和细粒物的移动。在喷发沉积物覆盖区，可发现风线、沙丘和雅丹地形。当风将吹起的喷发物和火山灰堆积在地形障碍物（如穹丘）上时，就会形成风线，其结果是穹丘背风侧会暴露在被吹离顶部的小颗粒的冲刷下。此类过程也会暴露出下方粗糙度不同的物质。因而，相较于沉积物，它们在雷达下具有不同的特征。
沙丘是由沙粒般大小的颗粒堆积而成且呈现出波浪状；而雅丹地貌则是形成于风夹物在易碎沉积物上蚀刻出的深沟。
与撞击坑相关的线形风迹指向了赤道方向，这种趋向表明在中纬度和赤道之间存在一个哈德里环流圈循环系统。麦哲伦号雷达数据证实了在金星地表上方确实存在一股向东吹送的强风以及表面经向风。

### 化学侵蚀
金星表面古老熔岩流的化学和机械侵蚀来自大气层中所含二氧化碳及二氧化硫与地表的反应（详见碳酸盐-硅酸盐循环）。这两种气体在金星上分别为第一和第三多的气体，第二多的是惰性的氮。这些反应可能包括硅酸盐受二氧化碳侵蚀生成碳酸盐和石英，以及硅酸盐与二氧化硫反应产生脱水硫酸钙和二氧化碳。

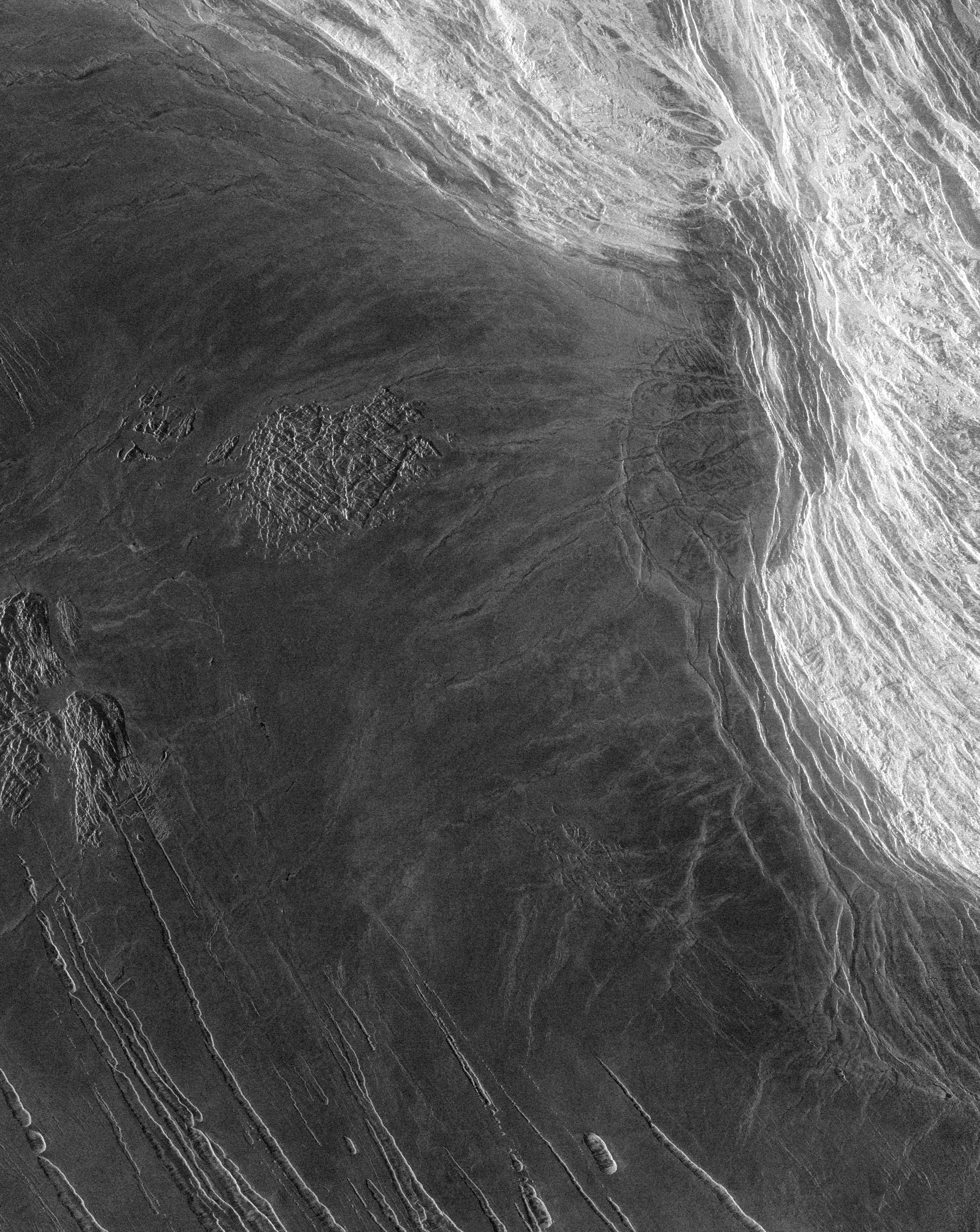
麦哲伦雷达成像图中的吉祥天高原（左）和麦克斯韦山脉（右）。右边覆盖着高亮的"雪"，高出邻近黑色熔岩流平原达5公里。

金星雷達影像中其中一個讓人引起興趣的特性是在金星高緯度區域雷達訊號反射減少，並顯示其最低值是低於金星半徑 6054 公里。這個改變和金星高緯度的輻射減少和溫度相關。
對於金星許多特殊的地表特徵有多個假設提出以解釋。其中一個是金星表面的鬆軟地表包含能有效反射雷達訊號的球狀空洞。另有一個觀點是金星表面並非平坦的，而且被極高介電常數的物質覆蓋:1。也有其他理論認為金星表面覆蓋了至少一公尺厚的導電性物質，例如黃鐵礦。最後，最近一個模型認為有少量铁电性物質存在金星表面。
鐵電性物質在高溫有些特殊性質：介電常數會急遽增加；但隨著溫度進一步提高，其值會回到正常值。這或許可以解釋金星表面鈣鈦礦和燒綠石存在的原因。
儘管有這些理論，至今仍尚未確定鐵電性物質在金星是否存在。只有現場調查或許可以解答這些問題。

## 远古液态水
美国国家航空航天局戈达德太空研究所和其他机构曾推测，20亿年前，金星上可能曾有过一座浅海，其水量与地球上的一样多。根据他们理论模型中所使用的参数，最后的液态水可能在7.15亿年前蒸发殆尽。目前，金星上唯一已知的水是大气层中微量的水蒸气（20ppm）。氢是水的一种成分，欧空局金星特快车航天器探测到，如今仍在向太空流失。

## 另请参阅
- 麥哲倫號金星探測器
- 金星號系列探測器
- 維加計劃
- 先驅者金星計畫
- 金星快車
- 金星撞擊坑列表
- 金星沙丘地列表
- 金星山列表
- 蛛網膜地形
- 金星表面特徵列表
- 金星之雪

## 备注
1. ↑  0.3兆帕相当于一根典型的花园软水管所喷出的水流压力；1兆帕的压力刚好在人类平均咬合力之下。[2][3]
2. ↑   在金星上，海拔每增加1公里，平均温度就会下降约8摄氏度，因此麦克斯韦尔山脉峰顶与最低盆地之间的平均温差约为100摄氏度，这使得纬度引起的平均温差以及白天和夜晚的温差显得相形见绌，两者都很少超过2摄氏度。[4]:1707
3. ↑  通过陨石坑计数确定地质构造年代是行星科学中一项长期且相对廉价的重要方法。从来没有用实验室方法测定过金星的岩石年代，因为没有已知来自金星的陨石，也从没有太空探测器将岩石样本从金星带回过地球。这颗行星相当大的重力和厚厚的大气层意味着这种情况即使在不久的将来也不太可能会改变。
4. ↑  但请注意对比:地球上的盾状火山活动与低粘度熔岩有关，而金星的穹丘是由极高粘度的胶状熔岩造成的。
5. ↑  如果没有逐渐冻结的内核，则不会释放结晶热能促使温度梯度产生陡变和增加对流。

### 線上資源
- Grayzeck, Ed (2004). Venus Fact Sheet. NASA. Retrieved July 11, 2005.
- US Geological Survey, "Gazetteer of Planetary Nomenclature (Venus) （页面存档备份，存于）". Retrieved July 13, 2005
- Vita-Finzi, C., Howarth, R.J., Tapper, S., and Robinson, C. (2004) "Venusian Craters and the Origin of Coronae （页面存档备份，存于）" Lunar and Planetary Science XXXV
- Stevenson, D. J., (2003). "Planetary magnetic fields （页面存档备份，存于）", Earth and Planetary Science Letters, 208, 1-11.
- Stofan, E.R., Hamilton, V.E., Janes, D.M., and Smrekar, S.E. (1997) "Coronae on Venus: Morphology and Origin" Venus II Bougher et al., eds., University of Arizona Press, Tucson, 1997

### NASA出版品
- The Face of Venus. The Magellan Radar Mapping Mission, by Ladislav E. Roth and Stephen D. Wall. NASA Special Publication, Washington, D.C. June 1995 (SP-520).

### 相關書目
- Surface Modification on Venus as Inferred from Magellan Observations on Plains, by R. E. Ardvison, R. Greeley, M. C. Malin, R. S. Saunders, N. R. Izenberg, J. J. Plaut, E. R. Stofan, and M. K. Shepard. Geophisics Research 97, 13.303. (1992)
- The Magellan Imaging Radar Mission to Venus, by W. T. K. Johnson. Proc. IEEE 79, 777. (1991)
- Planetary Landscapes, 3rd Edition, by R. Greeley. Chapman & Hall. (1994)

## 外部連結
- 前苏联的金星探索
- 苏联金星图像目录 （页面存档备份，存于）
- 完成的太空计划 - 水手10号 （页面存档备份，存于）
- 水手10号航程 （页面存档备份，存于）
- 探索金星的麦哲伦计划 （页面存档备份，存于）
- 麦哲伦号金星任务在线资源
- 麦哲伦号拍摄图像解释指南
- 国家空间科学数据中心的金星网页（美国宇航局） （页面存档备份，存于）
- 美国地质勘探局金星地图
- 美国宇航局/美国地质勘探局行星地质测绘计划 （页面存档备份，存于）
- 金星之脸：行星地质网站 （页面存档备份，存于）